# Regne de Mide
El Regne de Mide va ser un estat antic irlandès, amb capital al pujol de Tara.
Durant l'edat mitjana va ser-ne vassall d'altres, encara que Tara es va convertir en la llar del gran rei d'Irlanda. El regne va quedar sotmès amb les invasions normandes del 1171, convertint-se en el senyoriu de Meath, i ressorgint després com a Regne de Meath.

## Situació
El Regne de Mide incloïa el que actualment és el comtat de Meath, on es recull el nom de l'antic regne, i també el comtat de Westmeath junt amb part dels moderns comtats de Cavan, Dublín, Kildare, Longford, Louth i Offaly.